# Siti Kassim
Siti Kassim, née le 5 août 1961 à Mbatsé, est une femme politique comorienne.

## Études
Après avoir obtenu un brevet de fin d'études et un baccalauréat A4 au lycée de Fomboni en 1980, Siti Kassim poursuit ses études à l'université des Comores où elle obtient le diplôme d'études supérieures pour l’enseignement aux collèges ruraux en 1988.

## Carrière
Elle commence sa carrière en tant que professeur d’histoire-géographie aux collèges ruraux de Mohéli de 1988 à 1999.
Ensuite, elle exerce des fonctions de coordinatrice pour l'organisation non gouvernementale de solidarité internationale Dia de 1999 à 2002.
Elle participe au Programme Pluriannuel de Micro-Réalisation de 2002 à 2006, dans le cadre du 8e FED, en tant que directrice régionale. 
Elle est également présidente du réseau des femmes africaines ministres et parlementaires des Comores de 2008 à 2010.
Sa carrière politique au sein du gouvernement commence le 27 mai 2006 où elle obtient le poste de Ministre de l’agriculture, de la pêche et de l’environnement, fonction qu'elle exerce jusqu'au 11 juillet 2008. Elle est ensuite nommée Secrétaire d’État chargé de la solidarité et de la promotion du genre puis commissaire générale.
Ministre de l’emploi, du travail, de la formation professionnelle, de l'entrepreneuriat féminin et porte-parole du Gouvernement depuis le 31 mai 2011, elle est aussi vice-présidente par intérim du Ministères des Finances depuis le 3 octobre 2014. Elle conserve son poste de ministre malgré les remaniements du pays.